# Récitatif
 (août 2022).
Si vous disposez d'ouvrages ou d'articles de référence ou si vous connaissez des sites web de qualité traitant du thème abordé ici, merci de compléter l'article en donnant les références utiles à sa vérifiabilité et en les liant à la section « Notes et références ».
Pour les articles homonymes, voir Récitatif (bande dessinée).

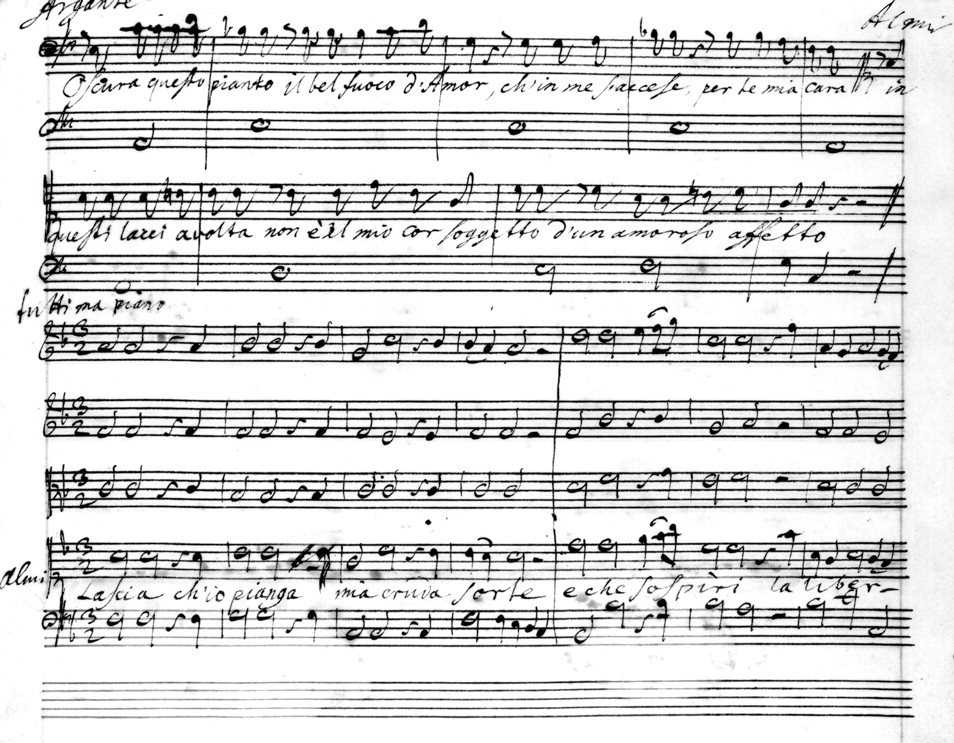
Récitatif.

En musique classique, le récitatif (souvent mentionné[pas clair] en italien recitativo) est une forme musicale destinée à une voix de soliste soutenue par un accompagnement instrumental.
Le récitatif est né pendant le XVIe siècle, en même temps que la monodie accompagnée et l'opéra, dont il est indissociable. La mélodie du récitatif vise à se rapprocher au maximum du débit naturel de la parole et de ses inflexions. Sa fonction est, dans un opéra (mais également, dans d'autres formes, telles que la cantate, l'oratorio ou la passion), de permettre à l'action d'avancer. En effet, lors d'un aria duo, trio ou chœur, le déroulement dramatique s'interrompt et le temps réel du dialogue parlé n'est pas respecté.
Il existe deux grandes formes de recitativo : le recitativo secco et le recitativo accompagnato.

## Recitativo secco
Le recitativo secco (ou récitatif sec), est la forme de récitatif dans laquelle l'accompagnement instrumental est réduit au minimum. Ce dernier se compose en effet de la seule basse continue : le plus souvent le clavecin et la viole de gambe dans les partitions profanes (plus tard, ce sera le clavecin et le violoncelle). L'orgue et les mêmes instruments à cordes frottées tiennent ce rôle dans des partitions généralement religieuses. Enfin, à la fin du XVIIIe siècle, ce rôle sera dévolu au pianoforte. En principe aucun autre instrument n'y intervient.
Pour prendre un exemple célèbre, dans la Passion selon saint Matthieu de Jean-Sébastien Bach, l'Évangéliste chante son texte sous forme de récitatif sec.

## Recitativo accompagnato
Le recitativo accompagnato (ou récitatif accompagné), est la forme de récitatif dans laquelle l'orchestre intervient, soit pour ponctuer le texte du soliste par quelques phrases qui pourraient être assimilées à des « commentaires » musicaux, soit pour renforcer les accords joués par le clavecin, comme une « nappe » sonore.
Dans l'exemple de la Passion selon Saint-Matthieu cité ci-dessus, les interventions de Jésus se font sous la forme du récitatif accompagné.
Le recitativo accompagnato doit normalement être distingué de l'arioso, ce dernier se trouvant à mi-chemin entre l'aria (mais sans en posséder les contraintes formelles) et l'accompagnato (mais sans en avoir la liberté rythmique). Ces deux termes cependant, sont fréquemment confondus.